# 園徑句型
園徑句型（英語：Garden Path Sentence），又譯花園路徑句子，是一種讀者乍看之下會詮釋出錯誤意義、但文法其實正確無誤的句型。讀者在閱讀這類句子時，亦即在「剖析」此類句型，容易因為句法上的某種呈現方式而被誘導，最後走入死胡同、得到無法用常理解釋的錯誤解讀。園徑句型命名出自於「引導某人走入花園中曲折的小徑」，意指讀者被句子欺騙、戲弄。園徑句型通常並非故意要使讀者誤解其意思，而是一種容易產生模稜兩可解讀的特殊句型。原因是構成句子的字詞本身有著多重意思，導致讀者一開始的認知與句子真正要表達的意義不同。這種句子看起來不合文法、不合常理，但實際上可以被正確解讀，只是通常需要多讀幾次之後才能正確了解它語意上真正要表達的意思，而此分析的過程稱為「再分析」。
舉例來說，便是一個常見的園徑句，甚至已經被拿來做為語言心理學研究的題材，以及測試人工智慧的解讀能力。解析這個句子的難處在於讀者大多會將當作形容詞，從前面開始讀，會看到，是英文中常見的「冠詞－形容詞－名詞」的模式，所以讀者大多會將視為形容詞，將視為被形容的名詞，但繼續讀下去則會發現整句沒有動詞，所以讀者必須重新思考句意，把视为动词（意为操纵）。若將這句具有模糊性的句子拿來和，一個能明確認出動詞的句子來相比，可以推論出造成模糊性和誤讀的原因在於原句中的字序恰好和常見的順序「冠詞－形容詞－名詞」相同，正好會引導我們向錯誤的方向解釋，因為讀者解析時大多會用常見的模式和詞性來解析。

## 描述
讀者閱讀並解析句子時，傾向透過慢慢累積看到的詞彙於腦中，直到所記下的詞語能被有意義地解讀為止。這個事實表明，在分析句子時，讀者首先會注意語法，並根據自己的經驗建立一個大概的可能結構，然後把語義引入到剛剛閱讀的所有單詞中。閱讀園徑句型的時候，讀者可能會在閱讀到一半時發現，下一個出現在眼前的單字或詞語無法放入剛剛在腦中建立的架構解釋，因為它與目前的閱讀路徑是不一致的。相較於書面文字，園徑句型在口語溝通中較不常見，因為言語的韻律特徵（如重音和語調）會被當作詮釋意義的基礎、條件，理所當然地也可以被用於解決書面文字會碰到的歧義。這種現象在理論語言學中是重要的，並由文學理論家斯坦利·菲斯進行了詳細的討論。
並不是所有單字的歧異都會產生園徑句型，如果只是簡單的歧義便不會產生園徑句型。與正確被理解的句子相對照便可以發現，句子中必須有具備非常普遍意義的詞彙（這類詞彙通常與早期詞彙有關）才有可能被錯誤解讀，成為所謂的園徑句型。讀者在試圖理解句子時，會依照過往經驗給予每個位置的單字一個既定的角色，因而容易產生混淆。句子是否有誤導性可能與背景知識的程度有關，也可能取決於讀者或聽者的個人習慣用語，或是特定字詞的廣泛普遍意義。
不流暢的句子直接影響了語法分析者內心建立句子架構的方式。根據其在句子中的位置，不流暢之處會幫助計算句子或迫使語法分析者停留較長時間在句子上。一個人停留越久在錯誤的語法上，他越容易解讀錯誤這個句子。

## 剖析
當讀者在閱讀一個句子時，會分析他們看到的單字、片語，並做出關於句子文法結構與意義的推論，這過程便稱之為剖析，亦稱為語法分析或句法分析。廣義來說，讀者會逐一地剖析句子的意元並且試著詮釋每個單字區間的意義。當讀者被給予更多資訊之後，他們會做句子意義和內容的假設。一旦閱讀到句子後面的更多新資訊，讀者便會試圖讓那些新資訊的部分，在原本已經有過詮釋的句子結構中，產出有意義的解釋，或者，在原本對句子其他部分做出的假設底下，產出可被理解的意義。園徑句型效應可能的發生時間點是，一個句子中有一些模稜兩可的地方，但讀者以特定意義解釋，而當他們閱讀整個句子時，會與他們已經看到的、原先預期的，有一些差異。讀者必須再次閱讀、再次評斷這個句子，以理解整句話的意義。這個園徑句型可能會因為受到語用、語意、或其他描述語言學以外的上下文因素影響，而被用很多不同的方式剖析、詮釋。

### 剖析策略
要剖析一個句子，有很多策略可以用，學術上對於人類真正使用的剖析策略有很多的爭議。這些剖析策略的差異可以從一個讀者試圖要剖析的是它的語法，還是意義造成的模稜兩可來區別，因為這樣，園徑句型常被用來做為測試人們到底是使用哪種剖析策略的工具。以下有兩種剖析策略，一為序列剖析，一為平行剖析。
序列
序列剖析就是讀者對一個模稜兩可做出詮釋，然後持續以那詮釋方式剖析、詮釋上下文。
平行
平行剖析，又稱並行剖析，是指讀者會先產出多種句子的詮釋，然後記在腦中，直到不模稜兩可的訊息被接收之後，才會刪去其他不合理的詮釋結果，只留下合理的部分。

## 例子

### 英语
- - 這是由托馬斯·比佛（英语：Thomas Bever）[8]提出，為最常見的園徑句。解析這句話的難處在於單字可以當作主要动词亦可以當作被动语态下过去分词。讀前半句時讀者大多會認為是主要動詞，但當讀到時，就會發現有誤，重新思考意思，將當作过去分词，而是从属分句的直接宾语。這個句子其實可以寫成比較好理解的樣子，如，其中告诉读者正在讨论哪匹马[9]。在原句中，這種模糊性源於从属分句中关系词和动词的省略和主要动词及物性的不确定，与不具有模糊性的句子对比[10]。藉由此例，可以發現這種閱讀語句前期時發生的誤判，大多可以歸因於平時使用英語的習慣模式，模式的順序為：施事－動作－受事。

- [11]
  - 和前例相同，尚未讀完整句時，讀者多會將視為主詞，然而讀到後面時會發現許多問題，例如無法做這個動作，後面的也無法解讀出意思，因此讀者又被引導至錯誤的方向，必須重新思考句意。在這句中正確的解析應該是視為名詞片語，為動詞，為名詞片語，為名詞片語。同樣的，這個句子也能用比較好懂的方式表示，例如。

### 汉语
- 為了環保運動必須深化。
- 在首都機場已經關閉了。
- 王經理喜歡喝法國葡萄酒的雇員。
- 緊急傳呼醫生來救瑪麗的電腦程序是很重要的。
- 這幾百個工人經理決定解聘公司股票就大跌了。[12]
- 无线电法国别研究。[13]

## 外部連結
- 園徑句型的介紹 （页面存档备份，存于）（繁體中文）